# APTonCD

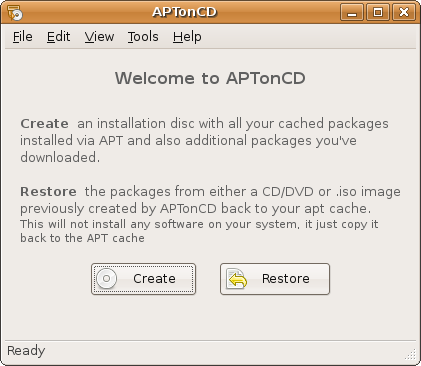

APTonCD é um aplicativo para sistemas Linux que usam o Apt como gerenciador de pacotes. O programa faz uma cópia dos pacotes baixados para um CD ou DVD, os pacotes podem conter programas, bibliotecas compartilhadas e arquivos de configuração. Esses pacotes podem ser usados posteriormente no computador onde foi gerado ou em outros computadores, diminuindo ou eliminando a necessidade de usar a Internet para baixar novamente os mesmos pacotes.